# امت لیوری
امت لیوری (انگلیسی: Emmet Lavery؛ ۱۹۰۲ - ۱۹۸۶) یک فیلم‌نامه‌نویس و نمایش‌نامه‌نویس اهل ایالات متحده آمریکا بود.
وی نویسنده فیلم‌هایی همچون یانکی باشکوه، فرزندان هیتلر و دادگاه نظامی بیلی میچل بوده است.
لیوری در بیست و هشتمین دوره جوایز اسکار نامزد جایزه اسکار بهترین فیلم‌نامه غیراقتباسی برای فیلم دادگاه نظامی بیلی میچل شده است.